# Florian Lange
Florian Lange (* 1974 in Gräfelfing) ist ein deutscher Schauspieler.

## Leben
Während seiner Schulzeit begann er 1992 eine Ausbildung als Industriemechaniker, die er drei Jahre später mit dem Facharbeiterbrief abschloss. Von 1995 bis 1999 besuchte er die Hochschule für Musik und Darstellende Kunst Frankfurt am Main, welche er als Schauspieler mit summa cum laude beendete. 
Von 2000 bis 2001 war er Ensemblemitglied am Schauspielhaus Zürich und 2001 bis 2005 am Nationaltheater Mannheim. Dort spielte er unter anderem die Hauptrollen in Phaidras Liebe, Thyestes, Philoktet, Wie es euch gefällt, Unter uns gesagt und geschwiegen und Don Carlos. 2002 erfolgte eine Uraufführung von Elfriede Jelineks Prinzessinnendramen I–III am Hamburger Schauspielhaus. 2006 bis 2008 war Lange Ensemblemitglied am Ballhaus Ost Berlin und bei den Molière Festspielen in Frankfurt am Main. Er war von 2008 bis 2010 Ensemblemitglied am Grillo-Theater Essen, wo er unter anderem den Woyzeck in der Inszenierung von David Bösch spielte. Die Essener Produktion Peer Gynt von Henrik Ibsen in der Regie von Roger Vontobel und mit Florian Rolle als Titelheld wurde beim NRW-Theatertreffen zur besten Inszenierung gekürt. Seit der Spielzeit 2010/2011 ist Florian Lange festes Ensemblemitglied am Schauspielhaus Bochum. Florian Lange lebt in Berlin und ist Initiator und Vorstandsvorsitzender des Rodeo Kulturvereins e.V., Berlin.
2012 spielte er im Tatort Ihr Kinderlein kommet die Rolle des Martin Brümmer.

## Filmografie (Auswahl)
- 2022: Tatort: Leben Tod Ekstase (Fernsehreihe)